# الصحافة المدمجة
تشير الصحافة المضمنة إلى مراسلي الحرب المرتبطين بالوحدات العسكرية المشاركة في النزاعات المسلحة. ورغم أن المصطلح يمكن أن ينطبق على العديد من التفاعلات التاريخية بين الصحفيين والعسكريين، إلا أنه استُخدم لأول مرة في التغطية الإعلامية لغزو العراق عام 2003. استجابت القوات العسكرية الأمريكية للضغوط التي مارستها وسائل الإعلام الإخبارية في البلاد والتي شعرت بخيبة أمل إزاء مستوى الوصول الممنوح لها خلال حرب الخليج عام 1991 وغزو الولايات المتحدة لأفغانستان عام 2001.
لقد أصبح الصحفيون الذين اختاروا تغطية غزو العراق في ساحة المعركة دون الارتباط بأي قوة عسكرية يطلق عليهم اسم "الأحاديين". وقد اختار الصحفيون العمل كأحاديين لتجنب القيود المفروضة عليهم من قبل الجيش، وفي بعض الأحيان فرض قيود على التغطية، الأمر الذي يتطلب من الصحفيين البقاء مع الوحدات المخصصة لهم. وفي بعض الأحيان اختار الصحفيون التصرف بشكل أحادي الجانب خوفاً من أن يؤدي وجودهم تحت الحماية المستمرة للقوات في التحالف الذي تقوده الولايات المتحدة في ساحة المعركة إلى تحيز حكمهم لصالح قوات التحالف. وكثيرا ما اعتبر الجيش الصحفيين الأحاديين مصدرا للمتاعب في ساحة المعركة، ورفض التحدث معهم أو لم يعترف بالصحفيين الأحاديين باعتبارهم وسائل إعلام "رسمية".
وقد تعرضت هذه الممارسة لانتقادات باعتبارها جزءًا من حملة دعائية حيث رافق الصحفيون المضمرون القوات الغازية كمشجعين وممثلين للعلاقات الإعلامية.

## غزو العراق 2003
في بداية الحرب في مارس/آذار 2003، كان هناك ما يصل إلى 775 مراسلاً ومصوراً يسافرون كصحفيين مرافقين. ووقع هؤلاء المراسلون عقودًا مع الجيش يتعهدون فيها بعدم نشر معلومات من شأنها المساس بموقع الوحدة، أو المهام المستقبلية، أو الأسلحة السرية، أو المعلومات التي قد يجدونها.  بدأ التدريب المشترك لمراسلي الحرب في نوفمبر 2002 قبل بدء الحرب. وعندما سُئل عن السبب الذي دفع الجيش إلى إرسال صحفيين إلى القوات، أجاب المقدم ريك لونج من مشاة البحرية الأميركية: "بصراحة، مهمتنا هي الفوز بالحرب. وجزء من هذه المهمة هو حررب المعلومات. لذا فإننا سنحاول السيطرة على بيئة المعلومات".

## السيطرة العسكرية
كان الصحافي الأول الذي خالف القواعد العسكرية الأميركية في العراق هو الصحافي المستقل فيليب سموكر، الذي كان مسافراً في مهمة لصالح صحيفة كريستيان ساينس مونيتور مع فرقة مشاة البحرية الأولى. لم يكن سموكر مرافقًا رسميًا، لكن جميع المراسلين في مسرح الحرب كانوا خاضعين لإشراف البنتاغون. في 26 مارس 2003، خلال مقابلة مع شبكة CNN، كشف سموكر عن موقع وحدة مشاة البحرية، كما فعل أيضًا خلال مقابلة مع NPR. طُرد بعد ذلك.
بث مراسل قناة فوكس نيوز جيرالدو ريفيرا بعد أربعة أيام تفاصيل مماثلة من العراق عن مواقع وخطط القوات الأميركية. "دعني أرسم لك بعض الخطوط هنا"، قال وهو يصنع علامات أمام الكاميرا في الرمال. "أولاً، أود أن أؤكد هنا على أن هذه العلامات هنا تخصنا. نحن نملك هذه المنطقة. إنها 40%، وربما أكثر من ذلك بقليل". وفي نقطة أخرى، اشتكى متحدث باسم القيادة المركزية الأمريكية، أن ريفيرا "كشف في الواقع عن وقت الهجوم قبل وقوعه". ورغم أن ريفيرا ـ مثل فيليب سموكر ـ لم يكن ملازماً رسمياً للعراق، فقد نقل بسرعة إلى الكويت. وبعد أسبوع، اعتذر ريفيرا. "أنا آسف لما حدث"، هكذا قال على قناة فوكس نيوز، "وأؤكد لكم أنه كان غير متعمد. لم يصب أحد بأذى مما قلته. لم تمس أي مهمة". ومع ذلك، اعترف بأن مراجعة الشبكة "أظهرت أنني خالفت بالفعل إحدى القواعد المتعلقة بالتضمين".
سحبت قيادة القوات البرية التابعة لقوات التحالف الأمريكية في ديسمبر 2005 في الكويت أوراق اعتماد اثنين من الصحفيين المرافقين في مهمة لمدة أسبوعين لصالح صحيفة فيرجينيا بايلوت في نورفولك بولاية فرجينيا، مدعية أنهما انتهكا حظر تصوير المركبات التالفة.

## نقد
تعتبر أخلاقيات الصحافة المضمنة مثيرة للجدل. وقد تعرضت هذه الممارسة لانتقادات باعتبارها جزءًا من حملة دعائية وجهدًا لإبعاد المراسلين عن السكان المدنيين والتعاطف مع القوات الغازية؛ على سبيل المثال من خلال الأفلام الوثائقية " الحرب أصبحت سهلة: كيف يواصل الرؤساء والمحللون تحويلنا إلى موت" و "الحرب التي لا تراها".
اعترض النقاد على أن مستوى الرقابة العسكرية كان صارمًا للغاية وأن الصحفيين المدمجين قد يقدمون تقارير متعاطفة للغاية مع الجانب الأمريكي من الحرب، مما أدى إلى استخدام المصطلح البديل "الصحفي المدمج" أو "الصحفيون المتواجدون في السرير". "إن هؤلاء المراسلين الذين يتنقلون بالدبابات وناقلات الجنود المدرعة،" كما قال الصحفي جاي تاليسي في مقابلة، "الذين يتلقون بالملعقة ما يقدمه لهم الجيش ويصبحون بمثابة تميمة للجيش، هؤلاء الصحفيون. لو كنت أملك أي سلطة لما كنت لأسمح بوجود صحفيين في مكان ما!... هناك قصص يمكنك أن تكتبها ولكنها لم تكتب. لقد قلت ذلك مرات عديدة." 
نشرت صحيفة نيويورك تايمز في 14 يونيو/حزيران 2014 مقال رأي ينتقد الصحافة المضمنة أثناء الاحتلال العسكري الأميركي للعراق والحرب في أفغانستان. كتب من قبل الجندية تشيلسي مانينغ، محللة الاستخبارات السابقة في الجيش الأمريكي والمعروفة بتسريب أكبر مجموعة من الوثائق السرية في تاريخ أمريكا. وكتبت مانينغ أنه في أي وقت من فترة خدمتها في العراق في الفترة 2009-2010، لم يكن هناك أكثر من اثني عشر صحفياً أميركياً يغطون العمليات العسكرية ــ في بلد يبلغ عدد سكانه 31 مليون نسمة و117 ألف جندي أميركي. واتهمت مانينغ مسؤولي الشؤون العامة العسكرية بفحص الصحفيين واستخدامهم "لاستبعاد أولئك الذين من المرجح أن يقدموا تغطية ناقدة"، وأنه بمجرد تثبيتهم في الجيش، يميل الصحفيون إلى "تجنب التقارير المثيرة للجدل التي يمكن أن تثير علامات حمراء" خوفًا من إنهاء وصولهم. "وكتب مانينج: ""إن النتيجة هي أن وصول الجمهور الأميركي إلى الحقائق أصبح مقيداً، الأمر الذي لا يترك لهم أي وسيلة لتقييم سلوك المسؤولين الأميركيين"". وأشارت مانينج إلى أن ""هذا البرنامج الذي يفرض قيوداً على وصول الصحافة إلى الولايات المتحدة طعن فيه أمام المحكمة في عام 2013 مراسل مستقل يدعى واين أندرسون، الذي ادعى أنه التزم باتفاقه ولكنه فصل بعد نشر تقارير سلبية عن الصراع في أفغانستان. وقد أيد الحكم في قضيته موقف الجيش القائل بأنه لا يوجد حق محمي دستورياً في أن يكون المرء صحفياً مدمجاً في الجيش"".
قالت جينا كافالارو، مراسلة صحيفة آرمي تايمز: "إنهم [الصحفيون] يعتمدون بشكل أكبر على الجيش لإيصالهم إلى حيث يريدون الذهاب، ونتيجة لهذا، أصبح الجيش أكثر ذكاءً في سرد قصته الخاصة". لكنها أضافت: "لا أعتبر هذا بالضرورة أمرًا سيئًا".

## المخاطر
خلال حرب العراق والحرب في أفغانستان، استخدمت العبوات الناسفة البدائية على نطاق واسع ضد قوات التحالف بقيادة الولايات المتحدة، وكانت مسؤولة عن غالبية خسائر التحالف. وكان الصحفيون الذين يسافرون مع القوات البرية معرضين لنفس الخطر. في 29 يناير 2006، أثناء وجودهم مع فرقة المشاة الرابعة في الجيش الأمريكي، أصيب المذيع المشارك في برنامج World News Tonight على قناة ABC بوب وودروف والمصور دوج فوجت، إلى جانب جندي عراقي، بجروح خطيرة عندما تعرض موكبهم لكمين بالقرب من التاجي بالعراق، وانفجرت عبوة ناسفة تحتهم. في وقت الهجوم، كان وودروف وفوغت مكشوفين، وهما يقفان في الباب الخلفي لمركبتهما الآلية العراقية ويقومان بتسجيل فيديو للدورية.

## روابط خارجية
- وسائل الإعلام المستقلة في زمن الحرب - فيلم وثائقي من إنتاج مركز هدسون موهوك للإعلام المستقل
- "مراسلو الحرب يحصلون على تدريب في المعركة"
- "صحافيون متهالكون يتم إرسالهم إلى معسكر تدريبي"
- "عيون مغلقة على اتساعها؟ تأثير الصحافة المدمجة على تغطية الصحف الهولندية لأحداث أفغانستان"
- رابطة المراسلين والمحررين العسكريين
- مُضمن في SourceWatch